# Turiasaurus
Turiasaurus là một chi khủng long, được Royo-Torres Cobos & Alcalá mô tả khoa học năm 2006.